# Whitney Ashley
Whitney Ashley (ur. 18 lutego 1989) – amerykańska lekkoatletka specjalizująca się w rzucie dyskiem.
Dziewiąta zawodniczka mistrzostw świata w Pekinie (2015).
Medalistka mistrzostw Stanów Zjednoczonych. Stawała na najwyższym stopniu podium mistrzostw NCAA.
Rekord życiowy: 64,80 (7 czerwca 2015, Claremont).

## Osiągnięcia
| Rok  | Impreza              | Miejsce        | Lokata            | Wynik |
| ---- | -------------------- | -------------- | ----------------- | ----- |
| 2013 | Mistrzostwa świata   | Moskwa         | el. – 24. miejsce | 44,60 |
| 2015 | Mistrzostwa świata   | Pekin          | 9. miejsce        | 61,05 |
| 2016 | Igrzyska olimpijskie | Rio de Janeiro | el. –             | NM    |
| 2017 | Mistrzostwa świata   | Londyn         | el. – 13. miejsce | 60,94 |